# 麻阳苗族自治县
麻阳苗族自治县位于湖南省西部，怀化市西北部，地处辰水（锦江河）流域，东临辰溪县，南连鹤城区和芷江县，西接贵州省铜仁市，北靠泸溪县和凤凰县。总面积1561平方公里，总人口約32万人。少数民族以苗族为主，使用汉语西南官话和苗语湘西方言。1988年10月31日改麻阳县为麻阳苗族自治县，自治县人民政府駐高村镇。

## 历史沿革
南朝陈天嘉三年（562），置麻阳戍，治麻口（今吕家坪镇溪口）。麻阳名源于此。
唐武德三年（620），析沅陵、辰阳二县地置麻阳县（治今旧县村），隶辰州。
唐垂拱二年（686），析麻阳县地置富州（治今高村，系羁縻州，无辖地）。旋，析麻阳县地并开山洞置锦州，治卢水口(今八里桥)。农历八月，析麻阳县地置卢阳县，治卢水口，与锦州同治。
唐垂拱三年（687），析麻阳、泸溪县地置招谕县（治今栗坪乡张家坳）。唐末废。
唐垂拱四年（688），析麻阳县地置龙门县，治轻土。寻废。
北宋太平兴国七年（982），复置招谕县。
北宋熙宁八年（1075），锦州砦、招谕县并于麻阳县，治锦和。
1949年9月29日，中国人民解放军第二野战军第三兵团第四军解放麻阳。
1950年3月28日，麻阳县人民政府于锦和正式成立。县长由417团团长丁振愈兼任。
1988年10月31日，国务院批准撤销麻阳县，设置麻阳苗族自治县，其行政区划不变。

## 行政区划
麻阳苗族自治县下辖8个镇、10个乡：
锦和镇、江口墟镇、岩门镇、兰里镇、吕家坪镇、高村镇、尧市镇、郭公坪镇、文昌阁乡、大桥江乡、舒家村乡、隆家堡乡、谭家寨乡、石羊哨乡、板栗树乡、兰村乡、和平溪乡和黄桑乡。

## 政治

### 现任领导
| 机构     | 麻阳苗族自治县人民政府 县长 | · 中国共产党 · 麻阳苗族自治县委员会 · 书记 | 麻阳苗族自治县人民代表大会 常务委员会 主任 | · 中国人民政治协商会议 · 麻阳苗族自治县委员会 · 主席 |
| -------- | --------------------------- | ------------------------------------------ | ------------------------------------------ | ---------------------------------------------------- |
| 姓名     | 胡宏林                      | 江涛                                       | 阳承凡                                     | 欧阳海峰                                             |
| 民族     | 苗族                        | 汉族                                       | 汉族                                       | 汉族                                                 |
| 出生地   | 湖南省绥宁县                | 湖南省洪江市                               | 湖南省中方县                               |                                                      |
| 出生日期 | 1968年7月（56歲）           | 1978年2月（47歲）                          | 1971年8月（53歲）                          |                                                      |
| 就任日期 | 2021年7月                   | 2021年5月                                  | 2021年10月                                 | 2021年10月                                           |

## 人口
截至2020年11月，麻陽苗族自治縣常住人口為31.33萬人，與2010年第六次全國人口普查的34.33萬人相比，減少3萬人，減少8.74%。全縣共有家庭户11.9萬户，集體户1571户，家庭户人口為30.8萬人，集體户人口為5229人。平均每個家庭户的人口為2.59人，比2010年第六次全國人口普查減少1.28人。
全县总人口为40.5万人（2019年）。

## 交通
- 209国道、 354国道过境。

## 地理
麻阳地处湖南、贵州二省交界地。相邻县级政区有，东临湖南辰溪县，南连怀化市辖区鹤城和芷江侗族自治县，西接贵州铜仁市，北靠湖南凤凰县和泸溪县。
县城距怀化市59公里，距大兴、芷江机场分别为130、110公里，距旅游热点城市凤凰34公里，处于怀化、铜仁、吉首三大地级城市的中心点上。